# São Galo (cidade)
São Galo (em alemão Sankt Gallen) é uma comuna da Suíça, no cantão São Galo, com cerca de 74.334 habitantes. Estende-se por uma área de 39,41 km², de densidade populacional de 1.886 hab/km².
Confina com as comunas de Eggersriet, Gaiserwald, Gossau, Herisau (AR), Mörschwil, Speicher (AR), Stein (AR), Teufen (AR), Untereggen, Wittenbach.
A língua oficial nesta comuna é o alemão.